# Grottaglie
Grottaglie är en ort och kommun i provinsen Taranto i regionen Apulien i Italien. Kommunen hade 31 890 invånare (2017).